# Лубрикант
Лубрика́нт (лат. lubrico — делать гладким, скользким) — вещество, облегчающее трение, то же, что смазка.
В отличие от многозначного термина смазка, термин лубрикант имеет технический характер. Очень часто им обозначаются интимные гели-смазки. Обычно лубриканты — это вещества органического происхождения, в основном различные натуральные и синтетические воски. Лубриканты также защищают слизистую оболочку от появления микротрещин и раздражения, через которые проникают инфекции, снимают болевые ощущения и повышают комфорт. Лубриканты не имеют противопоказаний к применению. В редких случаях может возникнуть аллергическая реакция на некоторые составляющие продукта. Аллергии можно избежать — достаточно подобрать подходящее средство.

## Недостатки интимных гелей
- В зависимости от степени индивидуальной чувствительности кожи различные вещества, чаще всего — парабены, используемые при производстве интимных смазок, могут вызвать аллергию.
- Некоторые исследования показали, что гели с водной основой в сочетании с глицерином могут стать источником дрожжевой инфекции. Чтобы избежать подобного риска, стоит использовать гели без глицерина и парабенов, поэтому перед приобретением следует обращать внимание на подробный состав средства.